# 烏克蘭第25空降旅
第25空降旅 （烏克蘭語： 25-та окрема повітрянодесантна Січеславська бригада） 是乌克兰空降突击军中的一个空降部隊。
它是乌克兰空降突击军中唯一拥有BMD-1步兵戰車和BMD-2步兵战车 的空降部队。此外，它也是烏克蘭唯一一支可以从伊尔-76MD和安托諾夫An-70上透过降落伞将装甲车空投到任何地方的部队。

## 历史
該部隊的前身是蘇聯的第98近卫空降师。1969年6月25日至8月11日期间，第98近卫空降师的第217近卫空降团迁至敖德萨州博爾赫拉德駐扎。 
蘇聯解體後，第98近卫空降师分屬5俄羅斯和烏克蘭。1993年春，第217近卫空降团迁往俄罗斯伊万诺沃。该团的战旗、库图佐夫勋章和55%的补给品也隨之转移。
而未前往俄羅斯的剩餘第217近卫空降团則於1993年5月在博爾赫拉德被烏克蘭改組成一個空中機動旅。1993年12月1日，该旅劃歸乌克兰第1空中机动师。

## 編制
- 第1伞兵营
- 第2伞兵营
- 第3伞兵营
- 狙击手连
- 旅炮兵群
- 防空导炮营
- 通信连
- 侦察空降连
- 工兵連